# Edgard Iván Rimaycuna Inga
Edgard Iván Rimaycuna Inga (ur. 24 września 1989 w Chiclayo) – peruwiański duchowny rzymskokatolicki, osobisty sekretarz papieża Leona XIV.

## Biografia
W 2006 wstąpił do Wyższego Seminarium Duchownego św. Turybiusza de Mogrovejo. Będąc klerykiem poznał o. Roberta Francisa Prevosta OSA. Otrzymał święcenia prezbiteriatu i został kapłanem diecezji Chiclayo. Pracował przy katedrze Świętej Marii w Chiclayo.
W 2017 biskup Chiclayo Robert Francis Prevost OSA wysłał go na studia do Rzymu. Studiował teologię w Papieskim Instytucie Biblijnym. Następnie powrócił do swojej diecezji.
W październiku 2023 przeniósł się do Włoch. Od 2024 pracował duszpastersko w Manesseno, w Ligurii.
8 maja 2025 Robert Francis Prevost OSA, który został wybrany papieżem Leonem XIV, mianował go swoim osobistym sekretarzem.